# Habenaria acuifera
Habenaria acuifera är en orkidéart som beskrevs av Nathaniel Wallich och John Lindley. Habenaria acuifera ingår i släktet Habenaria och familjen orkidéer. Inga underarter finns listade i Catalogue of Life.